# 혈전성향증
혈전성향증(血栓性向症, thrombophilia, hypercoagulability, prothrombotic state)은 혈전증(혈관 내 혈병)의 위험을 증가시키는 혈액 응고 이상이다.

## 병인
혈전성향증은 선천적일 수도 있고 후천적일 수도 있다. 선천성 혈전성향증은 혈전증으로 발전할 가능성을 높여주는 유전성 혈전증인 반면, 후천성 혈전성향증은 생애 중에 발생하는 질병을 가리킨다.

### 선천성
가장 흔한 종류의 선천성 혈전성향증은 응고인자의 과다활동으로 인하여 발생하는 것이다. 상대적으로 온화한 편이므로 제2형으로 분류된다.

### 후천성
수많은 후천성 질병이 혈전증의 위험을 증대시킨다. 저명한 예가 항인지질항체증후군으로, 특히 홍반성항응고제, 반카르디올리핀 항체, 반아포지질단백질 항체와 같이 세포막 구성 성분에 대항하는 항체에 의해 발병한다.

## 구조
혈전성향증은 혈전증 발전이 가능한 여러 이유들이 복합적으로 작용하기 때문에 다인성 문제로 간주된다.
혈전성향증의 결과를 포함한 과응고 상태(Hypercoagulable state)가 심근 경색과 기타 종류의 심혈관계 질환에 기반한 동맥 질환인 죽상동맥경화증의 발전을 가속화시킬 수 있다.

## 치료
기반이 되는 질병(예: 신증후군)으로 발병함으로써 기반 질병의 치료가 필요한 이유가 아닌 이상 혈전성향증에 특정한 치료 방법은 존재하지 않는다.